# Ґуд бай, Ленін!
«Ґуд бай, Ле́нін!» (нім. Good Bye, Lenin!) — німецький трагікомедійний фільм 2003 року, режисера Вольфганга Беккера. «Ґуд бай, Ленін!» — трагікомедія про сімейні стосунки на тлі бурхливих змін у Німеччині після возз'єднання.
Фільм став найкращим німецьким та європейським фільмом 2003 року (Європейська кіноакадемія), премії «Блакитний ангел» Берлінале, «Боділ», «Гойя», «Сезар» та багато інших.

## Сюжет
Мати Алекса впала в кому незадовго до падіння Берлінського муру. А коли, нарешті, отямилася, не було вже ні НДР, ні країн «переможного соціалізму». Хвилюючись за здоров'я матінки, Алекс вирішив не повідомляти її про зміни: адже що може стати більше вбивчим для переконаної комуністки, ніж перемога капіталізму? Синові довелося піти на обман і перетворити свою квартиру на острівець минулого, на останній редут зниклої держави. Старанно удавати, що справа Леніна, як і раніше, живе й перемагає.

## У ролях
- Даніель Брюль — Олександр «Алекс» Кернер
- Ніко Ледермюллер — 11-річний Алекс
- Катрін Зас — Крістіане Кернер
- Чулпан Хаматова — Лара
- Марія Сімон — Аріане Кернер
- Флоріан Лукас — Денис Домашке
- Александр Байєр — Райнер
- Бурґгарт Кляуснер — Роберт Кернер
- Майкл Ґвіздек — Клапраф